# Дикејтервил (Тенеси)
Дикејтервил (енгл. Decaturville) град је у америчкој савезној држави Тенеси.

## Демографија
По попису из 2010. године број становника је 867, што је 8 (0,9%) становника више него 2000. године.
| Група             | 2000.       | 2010.       |
| Белци             | 738 (85,9%) | 728 (84,0%) |
| Афроамериканци    | 102 (11,9%) | 111 (12,8%) |
| Азијати           | 0 (0,0%)    | 0 (0,0%)    |
| Хиспаноамериканци | 1 (0,1%)    | 12 (1,4%)   |
| Укупно            | 859         | 867         |